# ۵۲ (قمری)
۵۲ (قمری)، پنجاه و دومین سال در گاهشماری هجری قمری است. اول محرم این سال برابر با یازدهم ژانویه سال ۶۷۲ میلادی است.